# Nahr Ibrahim (comună)
Nahr Ibrahim este un sat din Districtul Byblos din Guvernoratul Keserwan-Jbeil, Liban. Se află la 47 de kilometri nord de Beirut. Nahr Ibrahim are o altitudine medie de 220 de metri deasupra nivelului mării și o suprafață totală de teren de 341 de hectares. Satul are o școală publică, care a înscris 44 de studenți în 2008 și o universitate franceză care funcționează de către guvernele francez și libanez Conservatoire National des arts et métiers cnam care a înscris 2913 studenți din mai 2017. Satul include o suprafață industrială mare (lucrări, păduri, cabluri, petrol, oxigen, medicamente, lapte și brânză) Locuitorii săi sunt predominant catolici maroniți.